# Alfredo Ruiz Ferrer
Alfredo Ruiz Ferrer (València, 1944) és un escultor i artista faller. Destaca per haver evolucionat des d'un estil clàssic de falles cap a un experimental.

## Biografia
Pertany a la generació d'artistes nascut en acabar la Guerra Civil Espanyola, i comença a treballar com aprenent als tallers de diferents artistes fallers en deixar els estudis amb tretze anys. Entre 1959 i 1962 treballa al taller d'Antonio Ferrer Jorge i Alberto Muñoz Orts, qui li posarien en contacte amb el seu gran mestre, Juan Huerta i Gasset, on estaria en nòmina fins que es retirara en el 66. Amb Huerta, Alfredo Ruiz participa en l'elaboració de les falles plantades a Convent Jerusalem i el Pilar entre 1963 i 1965. En 1967 treballa amb Manuel Giménez Montfort, plantant de nou a Convent i a la Mercé.
En 1970 planta la seua primera falla en solitari, debutant en primera A en el que seria el seu examen per a formar part del Gremi d'Artistes Fallers. Aquella falla, plantada a Trinitat-Alboraia, s'emporta el primer premi i el ninot indultat d'aquell any. En secció infantil, però, ja havia fet una falla en 1968 que es va endur el primer premi de totes les categories. El seu treball en falles infantils destaca per haver abandonat la temàtica de contes i haver fet cadafals amb temàtica social o pedagògica.
Entre 1970 i 1982 Alfredo Ruiz té una trajectòria i línia estètica semblant a la majoria d'artistes de la seua generació. Partit de l'aspecte grotesc del seu mentor, Juan Huerta, evoluciona cap a una línia estilitzada i un model on s'eliminen aspectes superflus. Pel que fa a la pintura, evoluciona des del colorit estrident i impactant de la falla caricaturesca cap a una policromia suau. En 1970 i 1972 guanya el primer premi de la secció primera i indulta ninots tres anys seguits. en 1973 debuta en especial amb Plaça del Pilar, amb qui repeteix en 1974. L'any 1982 seria un any d'inflexió en Alfredo Ruiz. Planta Natura Morta a El Pilar, moment a partir del qual els seus cadafals estaran marcats per la reflexió i la consideració de la falla com un mitjà a partir del qual plasmar reflexions personals. Després d'un any sabàtic, en 1984 entra a treballar a Lladró i comença una nova etapa que tancaria en 1994.
En esta nova etapa, empra un mètode experimental basat en la repetició d'esbossos i figures, fet que l'obliga a deslligar-se de part dels col·laboradors per a quadrar despeses. La seua producció comença un procés on s'intenta superar el ninot tradicional, sense arribar a caure en l'abstracció, l'aposta per l'impacte visual amb connotacions iconològiques, un ús neutre del color i arguments amb rerefons ètic. L'etapa clou amb Il·lusions que no falten, falla plantada en 1994 a la Plaça del Pilar, i que va obtindre un cinqué premi, molt protestat com la majoria de palets donats aquell any en secció especial.
Després d'un nou any de silenci artístic, entre 1996 i 2002 comença una tercera etapa per a l'artista, lligada a la falla Quart-Palomar. Esta nova etapa ja està marcada per l'abstracció de les formes.
En 2008 torna a plantar una falla per a Mossén Sorell-Corona, després de sis anys inèdit. En aquell moment la comissió del Carme s'estava consolidant com a referent pel que fa a falles experimentals.
En 2013 s'encarrega del projecte de la Falla gran de la comissió Plaça de Jesús amb el lema "Després de la desena musa"